# Cantone di Avesnes-sur-Helpe-Sud
Il Cantone di Avesnes-sur-Helpe-Sud era una divisione amministrativa dell'arrondissement di Avesnes-sur-Helpe.
È stato soppresso a seguito della riforma complessiva dei cantoni del 2014, che è entrata in vigore con le elezioni dipartimentali del 2015.
Comprendeva parte della città di Avesnes-sur-Helpe e i comuni di:
- Avesnelles
- Beaurepaire-sur-Sambre
- Boulogne-sur-Helpe
- Cartignies
- Étrœungt
- Floyon
- Grand-Fayt
- Haut-Lieu
- Larouillies
- Marbaix
- Petit-Fayt
- Rainsars
- Sains-du-Nord